# Otilie Sklenářová-Malá
Otilie Sklenářová-Malá (někdy Otýlie, 12. prosince 1844 Vídeň – 23. února 1912 Praha) byla česká divadelní herečka, jedna z nejvýznamnějších hereček své doby. Byla považována nejen za ideál umělkyně, ale také vzor moderní ženy – občanky a vlastenky.

## Život

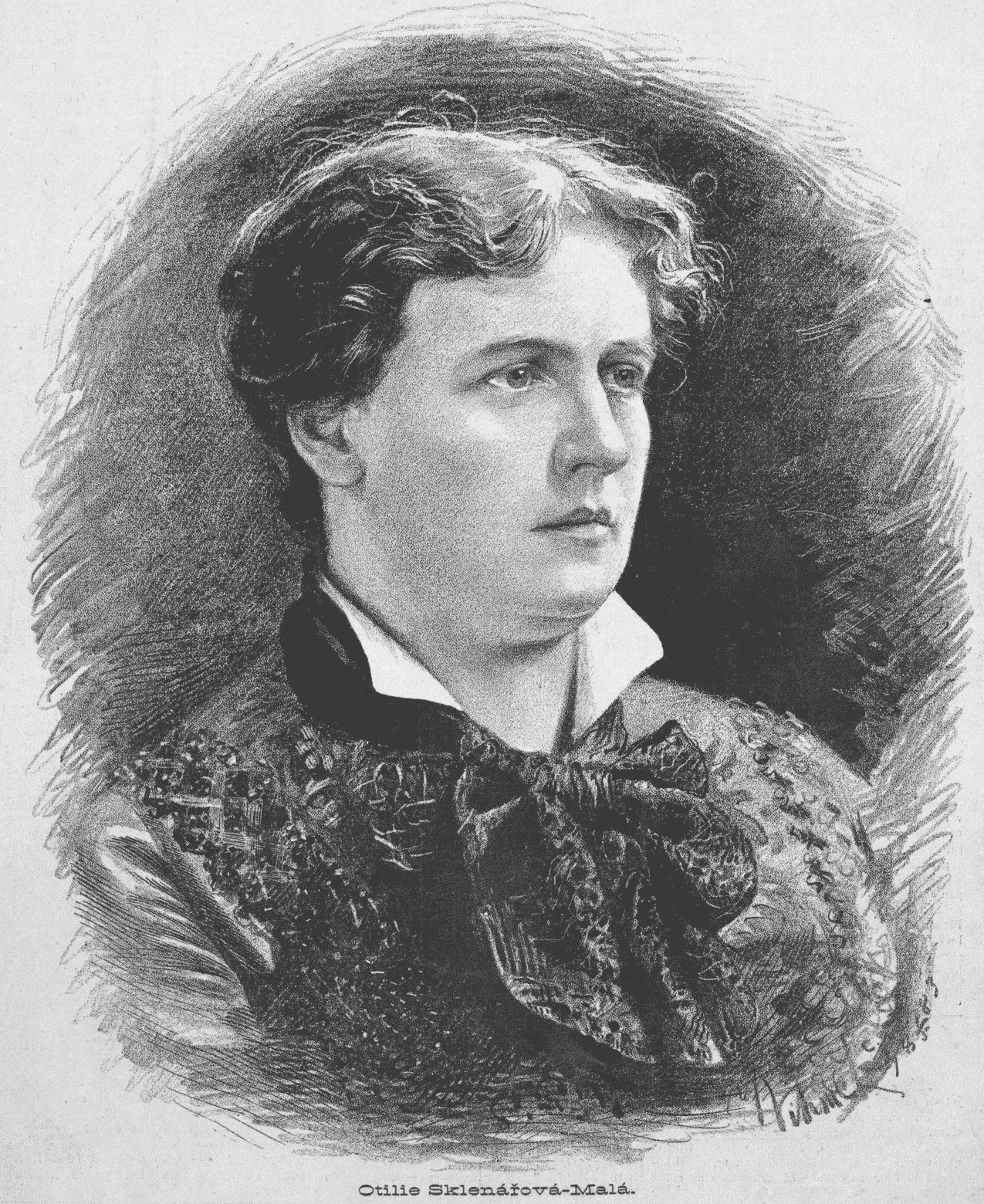
Otilie Sklenářová-Malá (kresba Jan Vilímek, 1883)

Narodila se ve Vídni, v rodině vojenského lékaře Jana Malého (1808–1901). Matka byla Němka. Byla vychovávána německy, a česky se začala učit až po smrti matky v osmi letech, když ji otec poslal k babičce do Dolního Bousova, kde se jí zalíbilo. Celý rok tam žila s místními dětmi a chodila do školy. Již ve Vídni v roce 1862 vystupovala v divadelním spolku, s českými ochotníky, pod pseudonymem „Svobodová“. Když otcova rodina přesídlila do Prahy, studovala zde zpěv u Františka Pivody. Z důvodů vysokých finančních nákladů na studium zpěvu však přešla k činohře, a pokračovala v divadelních lekcích u Elišky Peškové.
Jako herečka poprvé vystoupila v Praze v květnu roku 1863 v roli Panny Orleánské, a ihned získala velký úspěch a angažmá v Prozatímním divadle, také díky svému impresáriovi a současně manželovi Josefu Sklenářovi (1835–1890), který byl tajemníkem tohoto a také Národního divadla. Provdala se za něj ve Zdicích 18. února 1867, bydleli na Novém Městě v domě čp.1415/II. Z manželství vzešli dva synové: Jiří (1869–1873) zemřel čtyřletý, Jan (1871–1922) se stal magistrátním úředníkem. V prvním roce své kariéry se představila v patnácti rolích nejrůznějšího charakteru. O jejím hereckém projevu se ve svých recenzích pochvalně vyjádřil Jan Neruda.
Když byl v roce 1866 během války s Pruskem rozpuštěn soubor Prozatímního divadla, stala se členkou nově utvořeného družstva. Často hostovala také na venkově. V roce 1873 se vydala na umělecké turné po Čechách, hrála s ochotníky ve 22 městech a všechny honoráře věnovala do sbírky na výstavbu Národního divadla. Sklenářová v roce 1881 přešla do souboru Národního divadla a zde setrvala až do roku 1903. Vynikala krásným zevnějškem, znělým hlasem a skvělou recitací, což ji předurčovalo především k rolím tragických a patetických hrdinek. S velkým úspěchem ztvárnila např. Lady Macbethovou v Shakespearově hře, titulní roli ve Faidře Jeana Racina, Strabu v Zeyerově hře Neklan, Markétku v Goethově Faustovi. Vynikala ale i v jemných komických rolích, zejména konverzačních (Katka v Shakespearově Zkrocení zlé ženy, Marie Terezie v Bozděchově Zkoušce státníkově, Porcie v Shakespearově Kupci benátském). Její nejslavnější a nejvíce hranou postavou byla němá postava Fenelly ve hře Daniela Aubera Němá z Portici. Po posledním představení 3. května 1903, ve kterém vytvořila roli Hermiony v Zimní pohádce, studenti se místo koní zapřáhli do divadelního kočáru a herečku odvezli do jejího bytu v Resslově ulici.

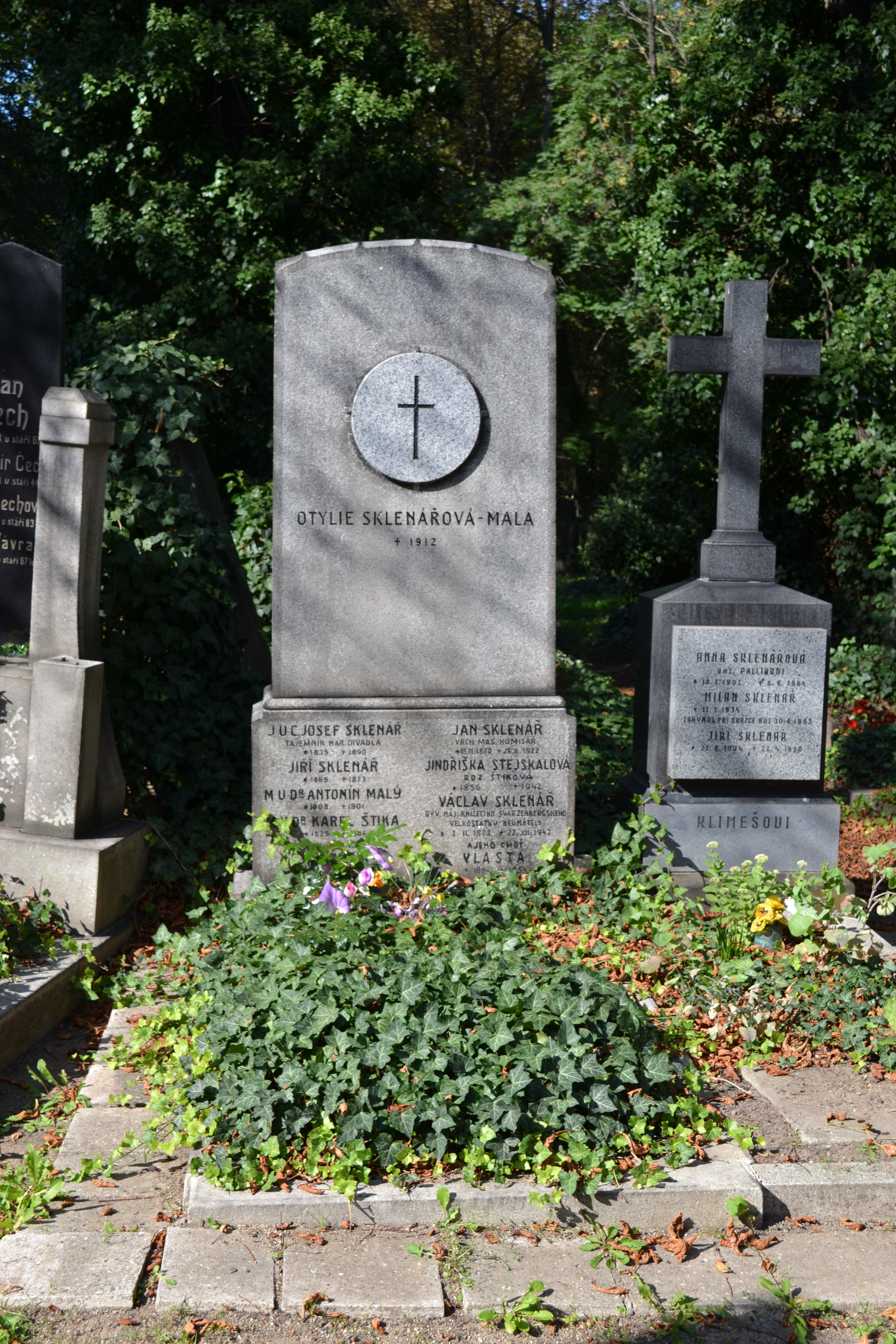
Hrob na Olšanských hřbitovech v Praze

V letech 1873–1874 vyučovala v operní škole, zřízené Bedřichem Smetanou, v období 1892 až 1894 byla profesorkou dramatické školy ND, a později vyučovala na Pražské konzervatoři. Dávala také soukromé lekce, a k jejím žačkám patřily např. Růžena Nasková, Jarmila Kronbauerová, Růžena Šlemrová, Hana Benoniová a další, včetně operních pěvců Pavla Ludikara/Vyskočila, nebo Emy Destinnové. Byla členkou Amerického klubu dam založeného Karolínou Světlou a Vojtou Náprstkem. Vystupovala také u české menšiny ve Vídni, v roce 1896 v Záhřebu. Napsala také paměti, v nichž zachytila nejdůležitější etapy svého hereckého života a vzpomínky na své divadelní kolegy.
V roce 1910 onemocněla rakovinou a o dva roky později zemřela. Byla pohřbena do rodinného hrobu na Olšanských hřbitovech.

## Citát
| „                 | Její slunce vyšlo záhy a snad příliš záhy došlo zenitu. Za deset let po svém debutu byla sotva třicetiletá Otylie nejslavnější českou herečkou a při tom jí kynula ještě všechna budoucnost. A zase minulo deset let a naše nekorunovaná kněžna otevírala Národní divadlo. Kdože měl větší právo vytvořit na něm první velikou roli, ne-li Sklenářová? A Sklenářová hrála o prvním činoherním představení Národního divadla Adámkovu Salomenu. Její jméno byť provázeno soupeřstvím nových a mladších bylo povždy nejslavnějším, nejuctívanějším ženským jménem českých dějin divadelních. | “ |
| — Jaroslav Kvapil | |   |

## Odraz v kultuře
V roce 1933 byl v Praze odhalen pomník Otilie Sklenářové-Malé od Ladislava Šalouna.
V televizním seriálu Hrdinové okamžiku z roku 1961 ji ztvárnila Vlasta Chramostová.